# 학교 폭력
학교 폭력(學校暴力)은 학교 폭력 예방 및 대책에 관한 법률 제 2조 1항에 따르면 학교 내외에서 학생을 대상으로 발생한 폭력, 폭행, 감금, 협박, 약취, 왕따,  명예 훼손 · 모욕, 공갈, 강요 · 강제적인 심부름 및 성폭력, 따돌림, 사이버 따돌림, 정보 통신망을 이용한 음란 · 폭력 정보 등에 의하여 신체 · 정신 또는 재산상의 피해를 수반하는 행위를 말한다. 이 가운데 따돌림을 제외하고 모두 형사 범죄에 해당한다. 이는 관례적으로 넘기는 일이 많으나 사실 학생만이 아닌 교사에게도 해당된다.
ㅡ 해결책
가해자 공개태형
가해자 가족재산 압류

## 개요
학생 한 명 또는 한 무리가 다른 학생이나 학생들을 괴롭힐 수 있다. 많은 학생들이 학교에서 일어나는 급우에 대한 폭력을 부정적이거나 어른들이 일반적으로 생각하는 것처럼 용납되지 않는 것으로 평시하지 않을 수도 있고, 오히려 즐거워할 수도 있으며, 어느 정도의 재미를 가져다 준다면 이를 막아야 할 필요성을 이해하지 못할 수도 있다는 일부 연구가 있다. 학교 폭력으로 살인 역시 발생할 수 있다.
괴롭힘은 또한 교사들이나 학교 체계 자체에 의해 행사될 수 있다. 체계에 내재하는 힘의 차이가 있어 감지하기 어려운 학대로 쉽게 발전할 수 있다. 이는 명시적으로 학원 폭력에 대한 정책이 시행되는 중에도 그러하다. 이 경우 피해 학생이 전학 혹은 자퇴, 퇴학 등을 할 수 없는 여건의 경우 교사에 의한 폭력, 폭행에 노출될 수 밖에 없다.

## 영향
학교 폭력을 당한 피해자 학생은 평생 트라우마를 안고 살아간다. 우울증이나 불안장애가 오는 사람도 있으며, 죄책감에 시달리다가 결국 자살을 하는 경우도 있다. 2020년대 이후 대한민국에서는 학교 폭력에 대해 경각심과 대중적인 반감이 형성되고 있다.
학폭 피해자는 피해자가 아닌 사람들보다 가해자가 될 확률이 높으며 폭력의 피해자는 학생만이 아니라 부모에 의해 폭행을 당해도 힘을 갖는 순간 직간접적으로 보복을 하는 경우가 많다. 당연하게도 교사도 이러한 증오심에서 예외는 아니다.

## 특수한 계급 등에 대한 문제
장애인 학생, 이주민 학생, 신분이나 계급의 차이에서 발생하는 힘의 차이 등 학교 내의 사회적 계급의 차이가 학교폭력을 유발하게 하는 것이 있다. 실제로 선생들의 폭력에 노출된 학생들은 주로 약자 출신들이며 학교 폭력으로 인한 심각한 피해도 보통 그런 사람들이 입는다.

## 같이 보기
- 집단 따돌림
- 메건 마이어
- 폭력